# Christian Burns (baloncestista de 1985)
Christian Burns (Trenton, New Jersey, 4 de septiembre de 1985) es un jugador de baloncesto estadounidense con nacionalidad italiana que pertenece a la plantilla del Pallacanestro Cantù de la Serie A2 italiana y es internacional con la Selección de baloncesto de Italia. Con 2,03 metros de estatura, juega en la posición de ala-pívot.

## Trayectoria deportiva
Es un jugador profesional formado a caballo entre Quinnipiac Bobcats y Philadelphia Rams. Tras no ser drafteado en 2007, comenzó su trayectoria profesional en Polonia, en las filas del AZS Koszalin.
Más tarde, se convertiría en un trotamundos del baloncesto donde jugaría en Alemania, Portugal, Italia, Rusia, República Cheaca, Israel y Ucrania, entre otros.
En verano de 2017, se compromete por el Red October Cantú para la temporada 2017-18, tras realizar una gran temporada anterior con el Germani Basket Brescia.
El 14 de mayo de 2021, firma por el Napoli Basket de la Serie A2, para reforzarlo en los play-offs de ascenso.
En la temporada 2021-22, firma por el Basket Brescia Leonessa de la Lega Basket Serie A italiana.
En la temporada 2023-24, firma por el Pallacanestro Cantù de la Serie A2 italiana.